# テトラフルオロホウ酸鉄(II)
テトラフルオロホウ酸鉄(II)(Iron(II) tetrafluoroborate)は、化学式Fe(BF4)2の無機化合物である。無水物と六水和物が知られている。六水和物と水溶液は緑色である。テトラフルオロホウ酸は一般的に非配位性アニオンであるため、テトラフルオロホウ酸鉄(II)は、様々な他の鉄(II)錯体の合成の出発物質として用いられる。
例えば、テトラフルオロホウ酸鉄(II)とトリス[2-(ジフェニルホスフィノ)-エチル]リン酸配位子からなる錯体は、ギ酸を水素供与体として、移動水素化により様々なアルデヒドを対応する第一級アルコールに変換する反応を触媒する。